# 圣何塞 (卡尼亚萨斯区)
圣何塞是巴拿马贝拉瓜斯省卡尼亚萨斯区的一个城市，2010年是人口为1,936。该市设立于1997年3月7日，2000年时该市人口为1,726人。